# Rio del Trapolin

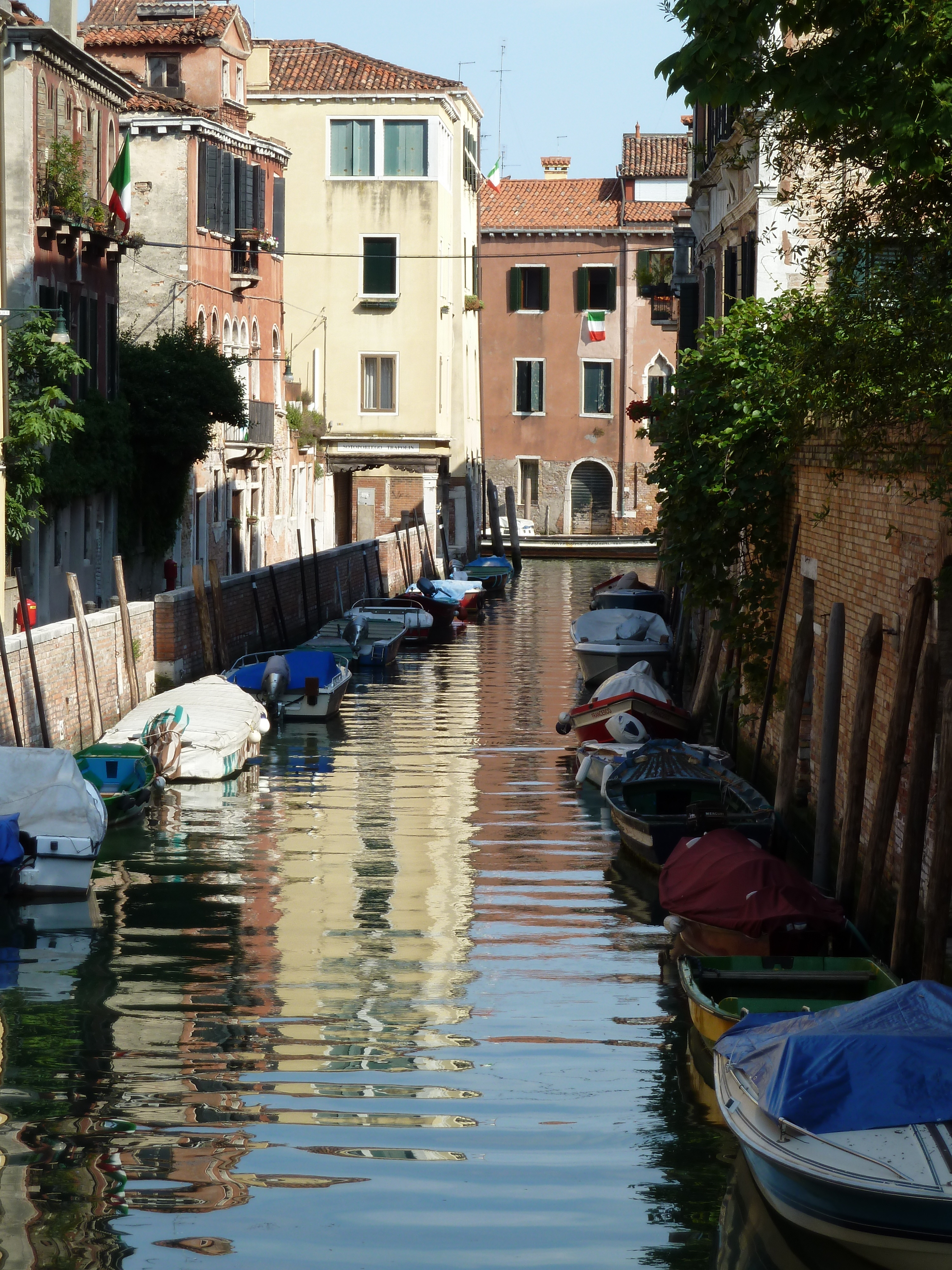
Le rio vers l'est

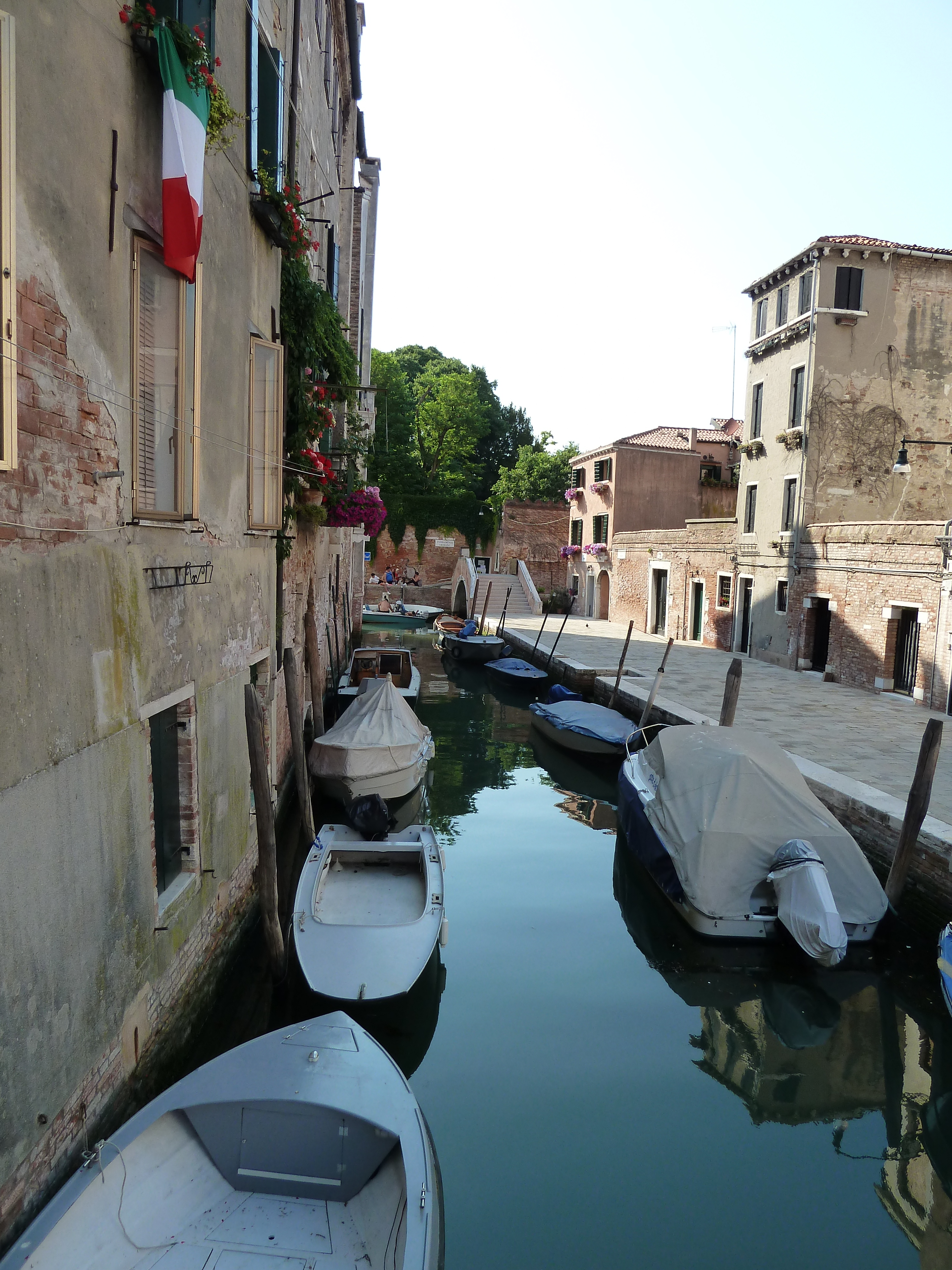
Le rio vers l'ouest

Le rio del Trapolin est un canal de Venise dans le sestiere de Cannaregio en Italie.

## Origine
Les Trapolin étaient une famille venue de Chypre, dont on peut retrouver des traces dans les registres paroissiaux de San Marziale vers 1539-1550. Leurs propriétés étaient situées dans la Corte Trapolina.

## Description
Le rio del Trapolin a une longueur de 176 m. Il part du rio del Grimani vers le sud-est jusqu'au rio de Noal.

## Situation
- Il longe le campo de l'église San Marziale.
- Il longe le palais Emo Diedo au coin du rio del Grimani.

## Ponts
- Ce canal est traversé par :
  - le ponte Zancan, reliant le Campo San Marziale à la calle Zancana. Le dénommé Zuane Zancan était fruttajuolo (marchand de fruits) par ici vers 1713.

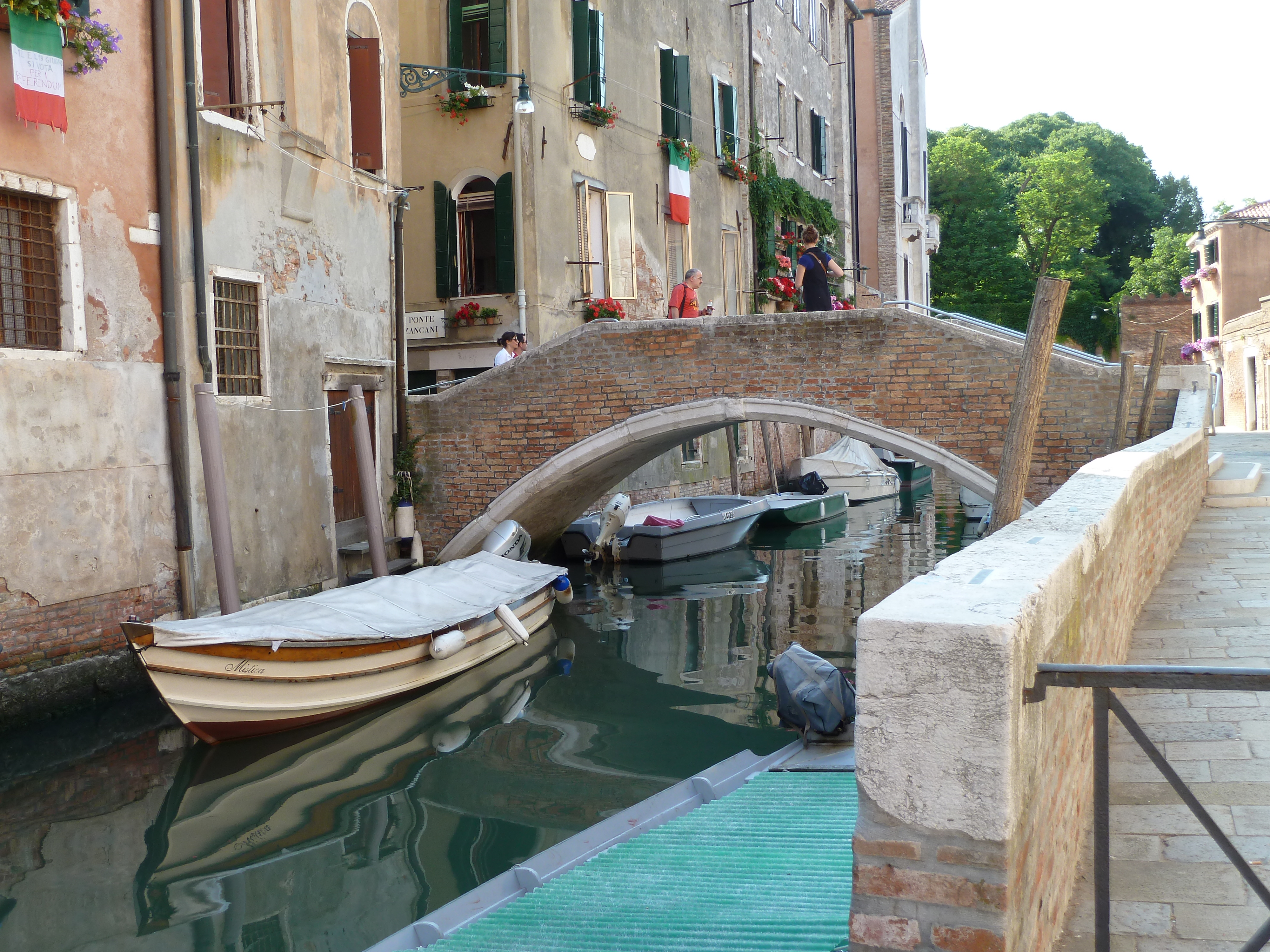